# لوزنتس (استان دوبریچ)
لوزنتس (به بلغاری: Lozenets) یک منطقهٔ مسکونی در بلغارستان است که در شهرستان کروشاری واقع شده‌است.